# Joan Casals i Noguera
Joan Casals i Noguera (Manresa, 20 de octubre de 1925 - Barcelona, 6 de mayo de 1998) fue un empresario español. Técnico y empresario reconocido, fue un pensador anticipado a su tiempo que sobresalió por su empuje, su visión de futuro y por saber reunir a su alrededor y motivar a un buen equipo de personas, en las iniciativas que emprendió.
A pesar de sus destacadas aportaciones en diversos ámbitos, y sobre todo a la energía en la puesta en marcha de muchas iniciativas de interés económico y social, siempre prefirió quedar en un segundo término una vez superado el arranque de cada una de ellas.

## Empresario
Titulado como ingeniero industrial en 1951 en la escuela de Barcelona, y doctorado en 1964, Joan Casals empezó el ejercicio profesional libre, hasta que se incorporó a una sociedad de ingeniería, desarrollando instalaciones y equipos para industrias de proceso, por toda Europa.
El año 1957 funda su propia empresa: Casals Cardona Ind. S.A., conocida en todo el mundo por la marca TECNIUM, desarrollando aplicaciones y equipos en materiales plásticos, en aquel momento una auténtica novedad. Con el tiempo acaba siendo un líder mundial en equipos resistentes a la corrosión y contra la polución atmosférica.
Su intuición lo lleva a iniciar la expansión internacional de su empresa al final de la década de los 60, época en que el país vivía cerrado en la autarquía y de espaldas al mundo. Así arranca un período intenso de viajes por toda Europa, y progresivamente van extendiendo sus tecnologías por doquier.

### Tecnología
Al margen del uso de los materiales plásticos para aplicaciones insólitas en aquel momento, también destaca como inventor de diversos sistemas de estanqueidad para bombas centrífugas, así como mejoras significativas que permiten registrar numerosas patentes.
Destaca su tarea como diseñador de perfiles hidráulicos para bombas, y trazados para ventiladores, con eficiencias por encima de los diseños contemporáneos.
También lidera un grupo de trabajo en el desarrollo de diversas tecnologías avanzadas en la depuración de gases, algunas de las cuales están implantadas y son líderes mundiales.

## Filósofo
Su interés por la temática social venía de antiguo, pero su vocación hacia la innovación social se despertó tras 20 años de observar el mundo económico y social desde dentro y con los pies en el suelo. La práctica diaria de la técnica y de la empresa le situaron ante la contradicción que existe entre la compleja realidad económico-social y la simplicidad de los esquemas interpretativos. Asimismo, frente a la inestabilidad y arbitrariedad del marco económico - o crematístico - que condiciona, y a veces sofoca, la actividad creadora.
Empezó a escribir con continuidad desde 1971, espoleado entonces por la ruptura de los acuerdos monetarios internacionales (el dólar deja de ser convertible en oro), intuyendo la magnitud y extensión de las consecuencias de esta efeméride (que acarreará, en 1973, la mal llamada crisis mundial del petróleo). Ya que consideraba que ciertos instrumentos técnicos de la economía no eran lo bastante "inteligentes", en el sentido cibernético, dado que se habían revelado incapaces de autorregular debidamente el sistema.
Pero siguió confiando en que la investigación social podría seguir el ejemplo de la que había sido llevada a término en otros campos y que había prosperado gracias a una previa investigación de causas ocultas y logrado innovaciones positivas planteándose hipótesis de trabajo totalmente realistas.

### Iniciativa
Por ello funda el Grup d'Economia de la Associació d'Enginyers Industrials de Catalunya, colabora activamente con la Fundación Charles Léopold Mayer para el Progreso del Hombre y con la Asociación ECOCONCERN, y funda el grup ECOVAL-Solidaritat via mercat, entre muchas otras iniciativas.

## Proyección social
Joan Casals fue una persona implicada de lleno en todo lo que le rodeaba, un exponente muy activo de lo que hoy llamamos sociedad civil. Una síntesis de las muchas actividades que desarrolló:
- 1976: Cofundador de PIMEC, Petita i Mitjana Empresa de Catalunya

- 1977-78: Presidente de PIMEC

- 1978-82: Vocal del Consejo de Administración de la Caixa de Catalunya

- 1979: Presidente de la Associació Cristiana de Dirigents de Barcelona

- 1979-82 Presidente de la Comissió Tècnica de Gestió Empresarial de l'Associació d'Enginyers Industrials de Catalunya

- 1979-83: Vocal del Pleno de la Cambra de Comerç i Indústria de Manresa

- 1981-86: Vicepresidente de la Mutualitat dels Enginyers Industrials de Catalunya

- 1992: Cofundador del Grup d'Economia de l'Associació d'Enginyers Industrials de Catalunya

Colabora activamente con la asociación EcoConcern, dedicada a temas de innovación social, acerca de repensar la sociedad para un mundo solidario.
Colabora con la Fundación Charles Léopold Mayer para el Progreso del Hombre, trabajando en torno de un mundo responsable y solidario
- 1996-98: Fundador y Presidente del grupo ECOVAL-Solidaridad vía mercado, grupo de trabajo sobre un nuevo modelo de empresas: las Empresas de Calidad Humana (EQH)

### Publicaciones
- Desde 1975: artículos periódicos en la prensa

- 1977: “El Socialismo Sólido: Europa en el año 2025” (Editorial Ariel)

- 1988: “El futuro era posible” (Editorial La Llar del Llibre)

- 1992-93: imparte un curso sobre “un cambio económico viable”, en la cátedra de Empresa y Sociedad de ESADE

- Diversos escritos en los “Quaderns d'Economia i Societat”, editados por EcoConcern

### Reconocimientos y premios
- 1986: Premio a la Creatividad de la Associació d'Enginyers Industrials de Catalunya

- 1993: Premio “Guillem Catà” del Col·legi d'Enginyers Industrials de la Catalunya Central

- 1994 Medalla President Macià de la Generalitat, al Mérito del Trabajo

## Enlaces relacionados
- Joan Casals (web personal)
- TECNIUM
- PIMEC
- ECOVAL, solidaridad vía mercado

- Datos: Q11684887
- Multimedia: Joan Casals i Noguera / Q11684887